# Franz Vinzenz Schmid
Franz Vinzenz Schmid (* 27. Mai 1758 in Altdorf; † 8. Mai 1799 in Flüelen) war ein Schweizer Chronist, Politiker und Rebellenführer.

## Biografie
Franz Vinzenz Schmid wurde 1758 als Sohn des Landammanns Karl Franz Schmid geboren. 1778 wurde er von der Landsgemeinde zum Landesschützenmeister gewählt. 1782 erhielt er den Titel des Oberstlandeswachtmeister und ab 1784 wirkte er als Landschreiber. Als Uri 1798 während der Helvetischen Republik dem Kanton Waldstätte zugeteilt wurde, erhielt er den Posten eines Verwaltungsrats und Kantonsschreibers. Er war ein Gegner der Helvetischen Republik und als im Frühling 1799 ein Aufstand ausbrach, führte er die Rebellen an. Er fiel am 8. Mai 1799.
Franz Vinzenz Schmid veröffentlichte die Allgemeine Geschichte des Freystaats Ury. Der erste Teil, der die Zeit bis zum Sempacherbrief (1393) behandelt, erschien 1788 in Zug, den zweiten Teil, der bis zum Stanser Verkommnis (1481) reicht, veröffentlichte er 1790. Schon im 19. Jahrhundert wurde allerdings die wissenschaftliche Genauigkeit dieses Werks angezweifelt. Bereits Johannes von Müller bezweifelt die Zuverlässigkeit der Quellen (besonders Franz Guillimann). Theodor von Liebenau schreibt: „Ächte und fingirte Urkunden und Chroniken sind hier so wunderbar durcheinander gemischt, daß namentlich der erste Band des Werkes nur mit größter Vorsicht benutzt werden kann“.

## Werke
- Franz Vinzenz Schmid: Allgemeine Geschichte des Freystaats Ury: Erster Theil bis zur Errichtung des Sempacher Briefs in 1393. Johann Michael Alois Blunschi, Zug 1788.
- Franz Vinzenz Schmid: Allgemeine Geschichte des Freystaats Ury: Zweyter Theil bis auf das Verkommniß zu Stanz in 1481. Johann Michael Alois Blunschi, Zug 1790 (Digitalisat in der Google-Buchsuche).